# Жаманкулов, Тунгышбай Кадырулы
Тунгышбай Кадырулы Жаманкулов (Aль-Тарази) (род. 2 октября 1948 Байзакский район, Жамбылская область, Казахская ССР) — советский и казахский актёр кино и театра, театральный педагог, театральный режиссёр

, кандидат искусствоведения, профессор.
Народный артист Казахстана (1992). Лауреат Государственной премии Республики Казахстан (1992). Председатель Союза театральных деятелей Республики Казахстан.

## Биография
Тунгышбай Кадырулы Жаманкулов родился 2 октября 1948 года в ауле Абай Байзакского района Жамбылской области КазССР. Происходит из рода жаныс племени дулат В 1973 году он успешно окончил Алматинский государственный институт искусств имени Курмангазы (ныне Казахская национальная академия искусств имени Т. К. Жургенова).
Был принят в труппу Казахского государственного академического театра драмы им. М. Ауэзова; в 1993—2001 директор и художественный руководитель этого театра.
Начиная с 1974 года Тунгышбай Кадырулы Жаманкулов ведёт и педагогическую деятельность в ряде вузов города Алма-Ата.
В 1982 году он был удостоен звания заслуженный артист Казахской ССР, а в 1992 году стал народным артистом Казахстана.
Тунгышбай Кадырулы Жаманкулов сыграл множество ролей в театре, среди которых: Сырым («Қарагоз» М.Ауэзова), Жалмухан («Ақан cepi — Ак, токды» Г. Мусрепова), Демесин («Юшкентай ауыл» Д. Исабекова), Брут («Юлий Цезарь» У. Шекспира), Абылай-хан («Абылай-хан» А.Кекиль-баева) и др.
Поставил спектакли «Турандот ханшайым» К. Гоцци, «Тузды шел» М. Гапарова, «Томирис» Шахимардена.
Помимо этого Тунгышбай Кадырулы Жаманкулов снялся в нескольких десятках художественных фильмов.
Член Союза кинематографистов СССР (1983)

1 июня 2017 был осужден по делу о хищениях финансовых средств, выделенных на съемку фильма "Феникс.Приговором суда Тунгышбай Жаманкулов признан виновным по статье 189 "Присвоение или растрата вверенного чужого имущества". Ему назначено семь лет условно. Также он лишен права занимать руководящие должности сроком на пять лет. С применением амнистии срок  Жаманкулову сокращен наполовину, до трех лет шести месяцев.

## Фильмография
- 2016 Токал (Казахстан, США) - отец Боты
- 2012 Войско Мын Бала / Жаужүрек мың бала (Казахстан) - Богенбай
- 2012 Виртуальная любовь / Ғаламтордағы махаббат (Казахстан) - средневековый воин
- 2011 Урановый тайфун (Казахстан)
- 2009 Заблудившийся (Казахстан) - старик
- 2008 Александр. Невская битва - монгольский баскак
- 2006 Кочевник / The Warrior / Көшпенділер (Казахстан)
- 2003 Сардар (Казахстан, Китай)
- 1997 Ожидание / Сагыныш (Казахстан)
- 1995 Абай / Abai (Франция, Казахстан) - Кунанбай, отец Абая
- 1994 Честь / Намыс (Казахстан, США)
- 1993 О, рока несчастные дети (Казахстан)
- 1993 Абулхаир-Хан (Казахстан) - Абулхаир
- 1991 Опиум
- 1991 Гибель Отрара / Отырардың күйреуі - Каир-хан, правитель кипчаков
- 1989 Маленький человек в большой войне
- 1987 Тигр снегов - Габи
- 1987 Сказка о прекрасной Айсулу / Айдай сұлу Айсұлу - Даулбай-жирау
- 1987 Зять из провинции - брат Алмы
- 1986 Потерпевшие претензий не имеют - шашлычник
- 1986 На перевале - Джунгаров
- 1985 Сестра моя Люся — Ибрагим
- 1985 Конфликт
- 1983 Осенние извилистые дороги (к/м)
- 1983 Её домбры был верен звук
- 1982 Красавица в трауре (к/м)
- 1982 Дыня - Болат Мусаев
- 1981 Последний переход - Ораз Мерген
- 1981 Без видимых причин - Кадыров
- 1980 Невозможные дети - декан
- 1980 Гонцы спешат - Абулхаир-хан
- 1978 Кровь и пот - Тенирберген
- 1976 Жизнь и смерть Фердинанда Люса
- 1974 Степные раскаты[3]

## Награды и звания
- Почётная грамота Верховного Совета Казахской ССР;
- Премия Ленинского комсомола Казахстана (1980);
- Заслуженный артист Казахской ССР (1982);
- Народный артист Казахстана (1992);
- Государственная премия Республики Казахстан в области литературы и искусства (1992);
- Почётная грамота Республики Узбекистан (26 мая 1994 года, Узбекистан) — за самоотверженный труд и высокое профессиональное мастерство, проявленные при подготовке и проведении Дней Республики Казахстан в Узбекистане.;[4]
- Медаль «Астана» (17 августа 1998);
- Медаль «10 лет независимости Республики Казахстан» (2001);
- Национальная премия «Алтын Адам» Человек года Казахстана (2007);
- Орден Парасат (декабрь 2008 года);
- Медаль «20 лет независимости Республики Казахстан» (2011);
- Орден Достык ІІ степени (декабрь 2015 года);[5]
- Почётный знак «За заслуги в развитии культуры и искусства» (16 апреля 2015 года, Межпарламентская ассамблея СНГ) — за значительный вклад в формирование и развитие общего культурного пространства государств - участников Содружества Независимых Государств, реализацию идей сотрудничества в сфере культуры и искусства[6][7]
- 2022 (октябрь) — Благодарственное письмо Президента Республики Казахстан с вручением золотого нагрудного знака «Алтын Барыс» — за плодотворную работу в сфере культуры и искусства и в честь национального праздника - Дня Республики.;
- 2023 (16 октября) — Указом президента РК награжден орденом «Барыс» ІІІ степени — за заслуги перед отечественным театральным искусством и в связи с 75-летием со дня рождения.
- Премия «Звёзды Содружества» (2024)[8].